# 古畑前田のえにし酒
『古畑前田のえにし酒』（ふるはたまえだのえにしざけ）は、2019年10月6日から2020年3月29日まで、BS日テレで毎週日曜日18:00 - 18:30に放送されていたバラエティ番組。

## 概要
『古川未鈴と古畑奈和のいにしえ乙女酒』の後継番組として半年間放送。古畑奈和と前田佳織里の2人が、お酒やグルメを楽しんだり、店員さんや常連さんとのトークも交えて、酒場を通して様々な「ご縁」をめぐる番組。
SKE48という正統派アイドルグループの中心メンバーとして活躍する古畑奈和と、ラブライブ!虹ヶ咲学園スクールアイドル同好会などで活躍する人気声優のコラボ番組として人気を博す。

## 出演者
- 古畑奈和 (SKE48)
- 前田佳織里

## 放送リスト
| #  | 放送日 （BS日テレ） | サブタイトル                              | ゲスト                   | Blu-ray                                |
| -- | ------------------- | ----------------------------------------- | ------------------------ | -------------------------------------- |
| 1  | 2019年10月6日       | アイドル・アニメの縁スポット 秋葉原・神田 |                          | 1缶 （2020年9月30日発売／PCXE-50961）  |
| 2  | 2019年10月13日      | 鍋料理の縁スポット 両国                   |                          | 1缶 （2020年9月30日発売／PCXE-50961）  |
| 3  | 2019年10月20日      | 演芸の縁スポット 浅草                     |                          | 1缶 （2020年9月30日発売／PCXE-50961）  |
| 4  | 2019年11月3日       | 縁のない土地で縁作り 柴又・アメ横         |                          | 2缶 （2020年9月30日発売／PCXE-50962）  |
| 5  | 2019年11月10日      | 古畑奈和の縁スポット 新宿                 |                          | 2缶 （2020年9月30日発売／PCXE-50962）  |
| 6  | 2019年11月17日      | 谷中・湯島編                              |                          | 2缶 （2020年9月30日発売／PCXE-50962）  |
| 7  | 2019年11月24日      | 東京・日比谷ではしご酒                    |                          | 3缶 （2020年9月30日発売／PCXE-50963）  |
| 8  | 2019年12月8日       | 代々木界隈のカフェで昼呑み                |                          | 3缶 （2020年9月30日発売／PCXE-50963）  |
| 9  | 2019年12月15日      | 下北沢編                                  |                          | 3缶 （2020年9月30日発売／PCXE-50963）  |
| 10 | 2019年12月22日      | 六本木編                                  |                          | 4缶 （2020年9月30日発売／PCXE-50964）  |
| 11 | 2019年12月29日      | 新橋編                                    |                          | 4缶 （2020年9月30日発売／PCXE-50964）  |
| 12 | 2020年1月5日        | 中野編                                    |                          | 4缶 （2020年9月30日発売／PCXE-50964）  |
| 13 | 2020年1月12日       | 福岡県 博多屋台編                         |                          | 5缶 （2020年10月28日発売／PCXE-50965） |
| 14 | 2020年1月19日       | 福岡県 博多名物グルメ編                   | 前田佳織里の父           | 5缶 （2020年10月28日発売／PCXE-50965） |
| 15 | 2020年1月26日       | 落語家・柳家わさびオススメ酒場 編         | 柳家わさび               | 5缶 （2020年10月28日発売／PCXE-50965） |
| 16 | 2020年2月2日        | 横浜・市民酒場編                          |                          | 6缶 （2020年10月28日発売／PCXE-50966） |
| 17 | 2020年2月9日        | 湯上がりにオススメ酒場 編                 | 大町テラス               | 6缶 （2020年10月28日発売／PCXE-50966） |
| 18 | 2020年2月16日       | 埼玉・ジョンソンタウン編                  |                          | 6缶 （2020年10月28日発売／PCXE-50966） |
| 19 | 2020年2月23日       | 新大久保編                                |                          | 7缶 （2020年10月28日発売／PCXE-50967） |
| 20 | 2020年3月1日        | 北海道・ご当地鍋編                        |                          | 7缶 （2020年10月28日発売／PCXE-50967） |
| 21 | 2020年3月8日        | 北海道・すすきのの名酒場編                |                          | 7缶 （2020年10月28日発売／PCXE-50967） |
| 22 | 2020年3月15日       | 北海道・名物グルメ編                      |                          | 8缶 （2020年10月28日発売／PCXE-50968） |
| 23 | 2020年3月22日       | 古川未鈴オススメ酒場編                    | 古川未鈴（でんぱ組.inc） | 8缶 （2020年10月28日発売／PCXE-50968） |
| 24 | 2020年3月29日       | 日本酒酒場編                              |                          | 8缶 （2020年10月28日発売／PCXE-50968） |

## スタッフ
- ナレーション：千葉聡司
- 構成：海野 至
- 技術：小西謙輔
- 編集：小野寺香織、上原功大
- MA・音響効果：井上拓弥
- デザイン：佐藤 陽、崎元右文
- スチール：高橋真人
- 営業：川幡亜努
- WEB：鶴丸智香
- 宣伝：堂園あゆみ、楢崎慶直
- 制作スタッフ：池田恭久
- 演出：眞木大輔
- 企画・プロデュース：今井洋行
- プロデューサー：岡本惇一、鈴木真志
- チーフプロデューサー：岡本東郎、筒井亥彦、鈴木寿裕
- 制作協力：UNITED PRODUCTION
- 製作著作：VAP・BS日テレ・PONY CANYON

## 関連商品
- 番組オリジナルグラス　古畑奈和var.
- 番組オリジナルグラス　前田佳織里var.
- 番組オリジナル果実酒 古畑前田のえにし酒 マンゴー＆みかん
- 番組オリジナル果実酒 古畑前田のえにし酒 マンゴー＆みかん リニューアル版